# Алергия
Вижте пояснителната страница за други значения на Алергия.
Алергията представлява повишена чувствителност на организма, обикновено към безвредни субстанции от околната среда – антигени, след предшестващ контакт с тях. В този случай антигените са известни под името алергени, а свръхчувствителността е в резултат на прекомерната защитна реакция на имунната система. Тази реакция е придобита, предвидима и краткотрайна.
Според медицинските наблюдения и статистики от последните години, хората с по-висок жизнен стандарт и по-активна имунна профилактика страдат по-често от алергични заболявания. Алерголозите са на мнение, че с урбанизацията и навлизането на нови материали в бита се повишава рискът от алергии и се появяват нови алергени.

## Етимология
Думата „алергия“ е използвана за пръв път през 1906 г. от виенския педиатър барон Клеманс фон Пирке, като тя произлиза от гръцките думи allos (друг, различен) и ergos (дейност). Термините „алергия“ и „анафилаксия“ са били създадени след странна болест, която засяга до 50% от масово ваксинираните срещу дифтерия деца в края на 19 век, а заболяването наричат просто „серумна болест“.  Този австрийски лекар пръв разбира, че понякога човешкият организъм реагира на безвредни вещества, като прах, полени или определени хранителни продукти по необичаен начин, образувайки имунни антитела срещу тях и възприемайки ги за врагове. Сенната хрема е типичен представител на алергията.

## България
20% от българите страдат от сенна хрема, а в света над 1 милиард души са нейни жертви.

## Причинители на алергия
Най-често причинителите на алергия са:
- Акари в домашен прах.
- Полени – житни, дървесни, тревисти.
- Ужилвания от насекоми – пчела, оса.
- Продукти от животински произход – животински косми и слюнка, пух и пера.
- Лекарства – пеницилин, сулфонамиди, антибиотици, местни обезболяващи.
- Битова химия и козметика.
- Храни: краве мляко; белтъка на яйцата; риба; плодове, зеленчуци и ядки; оцветители, консерванти и аромати.
- Течение (раздвижване на въздуха) в стая, зала.

## Симптоми
Обичайните симптоми често нямат нищо общо с алергията. Кихането, течащият или запушен нос, сърбежи на очите и кожата са най-често срещаните алергични симптоми.

### Кихане
Кихането е начин организмът да се освободи от прах и други дразнители, като ги изхвърли с нормалните секрети. При наличие на алергия кихането продължава често с дни без причина, като невинаги се отделя секрет.

### Течащ нос
При наличие на алергия секретът е бистър и воднист за разлика от този при настинка, който е гъст и жълтеникав.

### Запушен нос
При алергия носът се запушва вследствие набъбването на лигавицата.

### Сърбеж на кожата
Алергията може да причини кожни обриви, като например уртикария и екзема. Те са най-често срещаните кожни проблеми.

### Сърбеж на очите
При алергия няма външна причина за често търкане на очите и нищо не облекчава сърбежа дълго време. Клепачите са подути и зачервени.

## Наследственост
Често алергиите се предават по наследствен път, като вероятността това да стане по майчин път е по-голяма, отколкото по бащин. Препоръчва се на жените, страдащи от алергия, да се имунизират по време на бременността, за да предотварят евентуалната опасност от заболяване при бебето.

## Диагностициране
Разпитването на пациента (снемането на анамнеза) е важен етап от поставянето на диагноза, тъй като множество алергени могат да доведат до поява на проблеми.

### Кожни тестове
Кожните тестове включват въвеждане на малки количества пречистени алергени с определена концентрация в кожата (в областта на ръката между лакътя и китката). Съществуват три метода:
- Скарификационен тест: прави се много фин разрез или повърхностно одраскване на кожата, след което там се капва алергенът.
- Тест чрез убождане: при него капка от алергена се поставя на кожата, след което тя се пробожда с цел попадане на алергена вътре.
- Интрадермален тест: алергенът се инжектира подкожно.

При всеки от тези тестове след определен период от време (от 20 минути до 1 час) се забелязва реакция на кожата. Ако тя е положителна, се забелязват белег (лека подутина), еритема (зачервяване), както и възможен сърбеж.

### Кръвни тестове
При тези тестове се изследва специфичен IgE (имуноглобулин Е) в кръвта.

#### Общ тест за определяне на серумни IgE антитела в кръвта като тест за алергия
Общият серумен IgE в кръвта е първоначален тест за алергия. Общият IgE е полезен за предвиждане при деца под 3-годишна възраст. Нивото на общия IgE зависи от размерите на засегнатия от алергия орган – сравнително ниско е при алергия на носната кухина, но много високо при обширна кожна алергия.

#### Тест за определяне на алерген-специфични IgE антитела (RAST) в кръвта
Алтернативен тест на кожното тестване. Тестът за алерген-специфични IgE антитела се прилага, когато пациентът има обширни кожни прояви, при възрастни индивиди и кърмачета, при приемане на антихистаминови препарати, които биха затруднили извършването на кожно-алергично тестване или ако след друг тест се очаква опасна алергична реакция. Тестът за определяне на алерген-специфични IgE антитела може да се прилага преди започване, за мониториране на специфичната имунотерапия или да се проследяване ходът на алергичното заболяване.

### Провокационен тест
Принципът на този тест е да се възпроизведат симптомите на алергична реакция чрез поставяне на пациента в контакт с подозирания алерген. Този вид тест се прилага само когато останалите видове тестове дават противоречиви резултати.

## Лечение
Най-простото лечение би се състояло в това, човек да избягва алергените. Този метод е практически неосъществим, защото човек не може да избегне много от алергените просто така, като например домашния прах или хранителни продукти. Поради тази причина, лечението на алергията се ограничава до няколко метода. В повечето случаи се лекуват само симптомите.

### Имунотерапия
Единственото лечение, при което се третират причините за възникване на алергия, е специфичната хипосенсибилизация, наричано още „алергична ваксина“. В този случай в тялото се вкарват субстанциите, предизвикващи алергия, през равни интервали от време в увеличаваща се дозировка. По този начин се намалява чувствителността на алергия към тези вещества. Ваксината се инжектира под кожата на определени интервали от време. В последно време се предлагат продукти на френски и испански фирми за сублингвално (под езика) приложение, които включват множество алергени. Методът е особено подходящ при малки деца. Периодът на лечение обаче е продължителен (от 3 до 5 години). Ефективността на метода е от 50 – 90% според различни източници.

### Лекарствена терапия
Средствата за избор са антихистамини, бета-2 симпатомиметици, кортикостероиди, адреналин и др.

### Алтернативна терапия
В нетрадиционната медицина съществуват множество методи, които се считат от някои за ефективни при лечение на алергии, особено хомеопатия, китайска медицина и кинезитерапия.